# Teleutias bolivianus
Teleutias bolivianus är en insektsart som beskrevs av Max Beier 1960. Teleutias bolivianus ingår i släktet Teleutias och familjen vårtbitare. Inga underarter finns listade i Catalogue of Life.